# 랜더스 센터
랜더스 센터(영어: Landers Center)는 미국 미시시피주 사우스에이븐에 위치한 실내 경기장이다. 현재 SPHL 미시시피 리버킹스, G 리그 멤피스 허슬의 홈경기장으로 사용되고 있다.